# آسار
آسار (به مجاری: Ászár) یک شهرداری در مجارستان است که در ناحیه کیشبر واقع شده‌است. اسار ۱۸٫۶۹ کیلومتر مربع مساحت و ۱٬۷۰۲ نفر جمعیت دارد.